# Eliminatoria para el Fútbol Masculino en los Juegos Panafricanos de 2015
La Eliminatoria para el Fútbol Masculino en los Juegos Panafricanos de 2015 fue la fase clasificatoria que determinaba a los 7 equipos que acompañarían a anfitrión República del Congo a los Juegos Panafricanos de 2015.

## Formato
La eliminatoria se efectuó entre los días 21 de febrero y 12 de abril de 2015 y contó con la participación de 24 selecciones categoría sub-23 y compitieron bajo un formato de eliminación directa a visita recíproca, constando de dos fases.

## Primera ronda
| Equipo 1                        | Agr.        | Equipo 2     | Ida | Vuelta |
| ------------------------------- | ----------- | ------------ | --- | ------ |
| Burkina Faso                    | w/o1        | Libia        | —   | —      |
| Costa de Marfil                 | w/o1        | Guinea-Bisáu | —   | —      |
| República Democrática del Congo | 1–2         | Burundi      | 0–1 | 1–1    |
| Egipto                          | 4–1         | Kenia        | 3–0 | 1–1    |
| Gabón                           | 1–6         | Nigeria      | 1–4 | 0–2    |
| Zambia                          | w/o1        | Madagascar   | —   | —      |
| Malí                            | w/o         | Túnez        | —   | —      |
| Mozambique                      | 0–0 (4–1 p) | Uganda       | 0–0 | 0–0    |
| Suazilandia                     | w/o1        | Zimbabue     | —   | —      |
| Etiopía                         | 1–4         | Sudán        | 1–2 | 0–2    |

1: Libia, Guinea-Bisáu, Madagascar, Túnez y Suazilandia abandonaron el torneo.

## Segunda ronda
Los vencedores clasificaron a los Juegos Panafricanos de 2015.
| Equipo 1     | Agr.    | Equipo 2        | Ida | Vuelta |
| ------------ | ------- | --------------- | --- | ------ |
| Burkina Faso | 2–1     | Costa de Marfil | 2–1 | 0–0    |
| Burundi      | 0–4     | Egipto          | 0–2 | 0–2    |
| Nigeria      | 2–1     | Zambia          | 0–0 | 2–1    |
| Malí         | 3–3 (a) | Senegal         | 2–2 | 1–1    |
| Mozambique   | 1–2     | Ghana           | 1–0 | 0–2    |
| Zimbabue     | 2–1     | Camerún         | 1–0 | 1–1    |
| Sudán        | 2–1     | Sudáfrica       | 2–0 | 0–1    |

## Clasificados
Equipos Clasificados a los Juegos Panafricanos de 2015:
| País              | Apariciones | Años Anteriores1                         |
| ----------------- | ----------- | ---------------------------------------- |
| Congo (anfitrión) | 3           | 1965, 1973, 1995                         |
| Sudán             | 0 (debut)   | -                                        |
| Burkina Faso      | 1           | 1973                                     |
| Nigeria           | 5           | 1973, 1978, 1991, 1995, 2003             |
| Ghana             | 5           | 1973, 1978, 2003, 2007, 2011             |
| Zimbabue          | 2           | 1991, 1995                               |
| Egipto            | 7           | 1973, 1978, 1987, 1991, 1995, 2003, 2007 |
| Senegal           | 3           | 1987, 2003, 2011                         |

1 En Negrita indica cuando fue campeón. En Cursiva en las que fue el país organizador de los juegos.
El 26 de agosto del 2015, la CAF anunció que Egipto no participaría en el torneo. Burundi, el equipo eliminado por Egipto en la ronda final, declinó participar en su lugar por haberles notificado con poco tiempo. por lo que solamente 7 naciones participarían en el torneo.